# Idaea squalidaria
Idaea squalidaria is een vlinder uit de familie spanners (Geometridae). De wetenschappelijke naam is voor het eerst geldig gepubliceerd in 1882 door Staudinger.
De soort komt voor in Europa.